# هندسة وعلوم الحاسوب
علوم وهندسة الحاسوب هو برنامج أكاديمي يقدّم في بعض الجامعات التي تدمج بين هندسة الحاسبات وعلم الحاسوب، وهو مجال فرعي من هندسة الإلكترونيات يغطي المجالات الرقمية من هندسة الإلكترونيات، ويختص بمجالات المعدّات والنظم، كتصميم وحدة المعالجة المركزية ومعمارية الحاسوب والحاسوب الفائق والحوسبة المتوازية وشبكات الحاسوب والأنظمة المضمّنة. تتضمن برامج علوم وهندسة الحاسوب مواضيع في علوم الحاسوب كنظرية الحوسبة ونظم التشغيل وتصميم وتحليل الخوارزميات وبنية البيانات وقواعد البيانات.
يهدف البرنامج إلى تصميم وتطوير وصيانة مواضيع الحوسبة (مثل الحواسيب الشخصية والحواسيب الفائقة والروبوتات والهواتف الذكية وعتاد الشبكة والنظم المضمّنة مع التركيز على القضايا الأساسية الكامنة (مثل تصميم بنية المعالج وتصميم نظم التشغيل وإدارة الذاكرة تصميم الإلكترونيات الرقمية والبروتوكولات وتطوير البرمجيات وقواعد البيانات ) بأفضل الطرق كفاءةً وفعالية.
تتمركز برامج علوم الحاسوب عادةً حول النظريات والبرمجيات، مع بعض التركيز على المعدات.; أما المناهج الأعلى فتميل لإتاحة حرية التخصص في مجالات البرمجيات والنظريات المرتبطة بمجالات محددة مثل علم التعمية والذكاء الاصطناعي والخوارزميات والأمن والرسوميات الحاسوبية والتصوير العلمي والتحليل العددي والحساب الرمزي والحوسبة الموزعة.
تميل برامج هندسة الحاسوب إلى أن تكون شبيهة ببرامج علوم الكمبيوتر خاصة في السنوات التمهيدية وتتماثل فيها مساقات الرياضيات والبرمجة التمهيدية، لكن مساقاتها للسنوات العليا تختلف عن علوم الحاسوب حيث تتضمن متطلبات للهندسة الكهربائية المتقدمة (مثل الإلكترونيات الرقمية ودوائر الإلكترونيات التناظرية وتصميم الدوائر المتكاملة وتصميم دوائر التكامل الفائق ونظم التحكم). على الرغم من تداخل البرامج مع هندسة الحاسوب في السنوات الأولى، إلا أن هندسة الكمبيوتر تكون مقاربة أكثر للإلكترونيات وفيها قواسم مشتركة مع الهندسة الكهربائية.
تدمج علوم الحاسوب وهندسة الحاسوب كل ما سبق وتطوّر فهماً راسخاً لمفاهيم عتاد الحاسوب والبرمجيات.
على الرغم من أن علوم وهندسة الكمبيوتر هي التسمية الشائعة للبرنامج المشترك، إلا أن بعض الجامعات (مثل جامعة كاليفورنيا ومعهد ماساتشوستس للتكنولوجيا ) تحيد عن هذا التوجّه بتسمية برامجها «الهندسة الكهربائية وعلوم الحاسوب». علاوة على ذلك، ثمة جامعات (مثل جامعة كاليفورنيا (إرفاين) وجامعة كاليفورنيا (ميرسد)) تسمي قسم الجامعة بالهندسة الإلكترونية وعلوم الحاسوب، في حين تسمى البرنامج بهندسة وعلوم الحاسوب.